# گربه چشم‌تابه‌تا

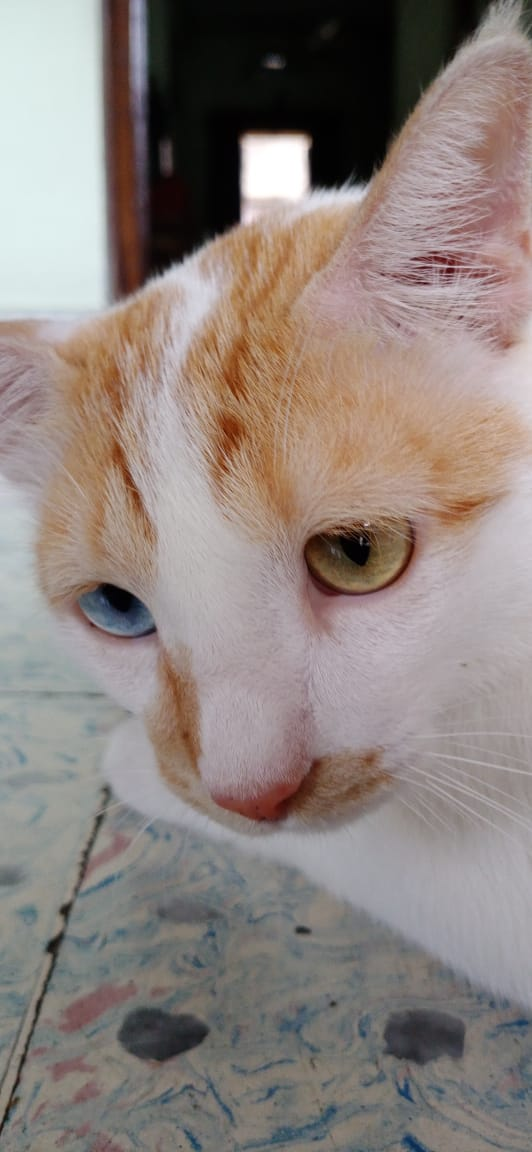
Odd Eyed Cat

یک گربه چشم تابه‌تا گربه‌ای است که دارای یک چشم به رنگ آبی و چشم دیگر به رنگ سبز، زرد یا قهوه‌ای باشد. این موضوع نمونه‌ای از ناهمرنگی عنبیه در گربه‌ایان کوچک است که در دیگر حیوانات نظیر انسان نیز می‌تواند رخ دهد. ناهمرنگی عنبیه بیشتر در گربه‌های سفید رنگ مشاهده می‌شود، هرچند می‌تواند تحت شرایط خاصی در گربه‌های به رنگهای دیگر نیز روی دهد.

## ناشنوا بودن گربه‌های چشم‌تابه‌تا
یک باور رایج و نادرست وجود دارد که همه گربه‌های چشم‌تابه‌تا یک گوششان ناشنوا است. این باور درست نیست زیرا ۶۰ تا ۷۰ درصد این گربه‌ها شنوا هستند. حدود ۱۰ تا ۲۰ درصد گربه‌های با چشم معمولی نیز ناشنوا به دنیا می‌آیند یا طی روند رشد گربه‌ایان ناشنوا می‌شوند. احتمال ناشنوایی ژنتیکی در گربه‌های سفید با یک یا دو چشم آبی بالاتر است؛ ژن سفید گاهی موجب از بین رفتن حلزون گوش به مرور زمان می‌شود.